# Бріопатієнти
Бріопатієнти (грец. βρύο — «мох», лат. patiens — «терплячий», «витривалий») — бокоспорогонні і верхоспорогонні мохи, рідше печіночники, багаторічники, рідше малорічники, які пристосувалися до життя в несприятливих екологічних умовах.
Розрізняють — бріопатєнти ценотичні та бріопатієнти ектопічні. Бріопатієнти ценотичні зростають у звичних для себе ценозах: на ґрунті, рідше на пеньках і основах стовбурів хвойних і листяних дерев у лісах (бріопатієнти лісові), на ґрунті і на основах стебел, в тому числі і трав'янистих рослин у болотних ценозах (бріопатієнти болотні), на ґрунті у степових ценозах (бріопатієнти степові). Вони пристосовані до комплексу вимог видів — домінантів ценозів судинних рослин.
Статеве розмноження нерегулярне, звичайно вегетативне, але виводкових органів немає. Життєві форми різноманітні — дернини, килими, сплетіння. Життєві цикли — повний поліспорогонічний, скорочений (вегетативний, змішаний (вегетативно-статевий).
Бріопатієнти ектопічні зростають у місцях з недостачею вологи, тепла, світла, або ж з надлишком світла, солей, вологи:
- на стовбурах дерев і кущів (бріопатієнти епіфітні);
- давніх відслоненнях гірських порід, каменях (бріопатієнти літофітні);
- засолених ґрунтах (бріопатієнти галофітні);
- у затінених місцях (бріопатієнти сціофітні);
- у воді (бріопатієнти гідрофітні);
- на відкритих сонячних місцях (бріопатієнти геліофітні).

Для бріопатієнтів характерне статеве розмноження, за винятком деяких видів, вегетативне розмноження звичайно, є виводкові органи, життєві форми — дернина, подушка, килими, життєві цикли — скорочений та змішаний. Крім бріопатієнтів серед мохоподібних є представники інших типів життєвої стратегії: бріовіоленти та бріоексплеренти.